# Roewe RX9
Roewe RX9 — кросовер середнього розміру, що випускається компанією SAIC під брендом Roewe.

## Огляд

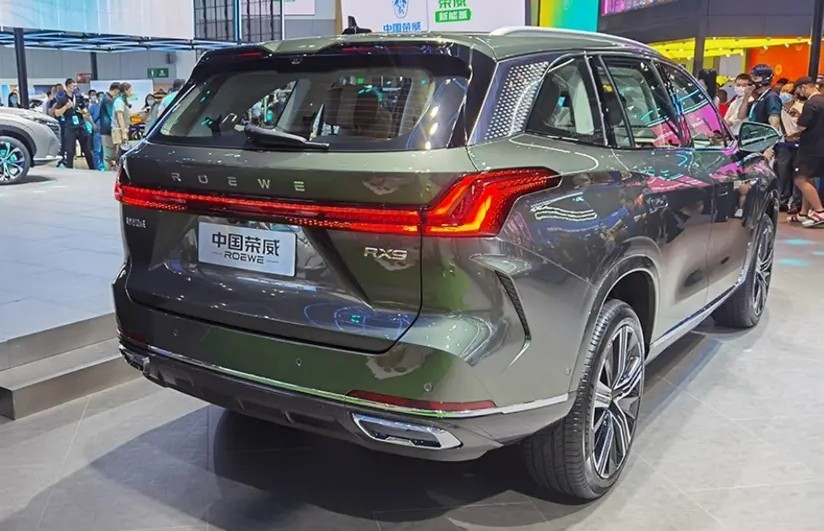

У серпні 2022 року Roewe розширила свій модельний ряд позашляховиків вищого класу, представивши більш сучасну та менш традиційну альтернативу представленому 4 роками раніше консервативно оформленому RX8.  RX9 має більш агресивний стиль із великою трапецієподібною решіткою радіатора, вузькими фарами та вузькими смугами світлодіодних денних ходових вогнів, які перетинають смугу руху під кутом. Задні ліхтарі з'єднані вузькою світловою смугою, а пологу лінію даху увінчує скошене вікно.
Завдяки трьом рядам сидінь Roewe RX9 може вмістити від 6 до 7 пасажирів. 
RX9 був створений виключно для китайського ринку. Після дебюту в серпні 2022 року китайська компанія оголосила про плани в грудні того ж року розпочати продажі флагманського позашляховика в лютому 2023 року після затримок, які завадили їй вкластися в термін у третьому кварталі 2022 року. 
RX9 був представлений на Близькому Сході як MG RX9 разом із оновленим седаном MG 5 29 жовтня 2024 року, він оснащений 2,0-літровим двигуном і пропонується в трьох комплектаціях; STD (2WD), COM (4WD) і LUX (4WD). 

## Технічні характеристики
RX9 пропонує один чотирициліндровий бензиновий двигун з турбонаддувом. При об’ємі 2 літри він має максимальну потужність 234 к.с. і оснащений 9-ступінчастою автоматичною коробкою передач. 